# هومبوگ (آلبوم)
هومبوگ سومین آلبوم استودیویی گروه راک انگلیسی Arctic Monkeys است که برای اولین بار در ۱۹ اوت ۲۰۰۹ منتشر شد. گروه شروع به نوشتن مطالب جدید برای آلبوم در اواخر تابستان ۲۰۰۸ کرد و آن را به‌طور کامل در بهار ۲۰۰۹ به پایان رساند. این آلبوم ابتدا در ژاپن و پس از آن استرالیا، برزیل، ایرلند، آلمان، بریتانیا، روز ایالات متحده و یونان  منتشر شد.